# 1,1-Dicloroetè
El 1,1-dicloroetè, també anomenat comunament 1,1-dicloroetilè (1,1-DCE) o clorur de vinilidè és un organoclorat amb la fórmula molecular C2H2Cl2, què no apareix a la naturalesa i és produïda en grans quantitats, normalment per produir altres substàncies. És un líquid incolor amb una olor forta. Com la majoria dels organoclorats, és poc soluble en aigua, però és soluble en dissolvents orgànics.

## Producció
L'1,1-DCE és produït per deshidrocloració del 1,1,2-tricloroetà, un subproducte relativament no desitjat en la producció del 1,1,1-tricloroetà i 1,2-dicloroetà. La conversió implica una reacció catalitzada per base, emprant o NaOH o Ca(OH)2 amb una temperatura d'uns 100 °C.
Cl₂CHCH₂Cl + NaOH → Cl₂C=CH₂ + NaCl + H₂O
La reacció en fase gas, sense la base, seria més desitjable, però és menys selectiva.

## Usos
L'1,1-DCE s'utilitza principalment com a comonòmer en la polimerització de clorur de vinil, acrilonitril, i acrilats.
També s'utilitza per fabricar alguns plàstics, com els flexibles que s'usen per embolicar aliments, i en materials per empacar. També s'usa per fer recobriments resistents al foc per a les fibres i la part del darrere de les catifes,en canonades, adhesius i per revestir canonades d'acer, en la fabricació de dispositius semiconductors per al creixement de pel·lícules de diòxid de silici (SiO2) d'alta puresa.
Com amb molts altres alquens, l'1,1-dicloroetilè es pot polimeritzar per formar clorur de polivinilidè. D'aquest polímer es va fer un producte molt utilitzat, l'embolcall o Saran. Durant la dècada del 1990, la investigació va suggerir que, en comú amb molts compostos de carboni clorat, Saran representava un possible perill per a la salut per la lixiviació, especialment en l'exposició als aliments als forns de microones. Des del 2004, per tant, la formulació de l'embolcall ha canviat a una forma de polietilè.

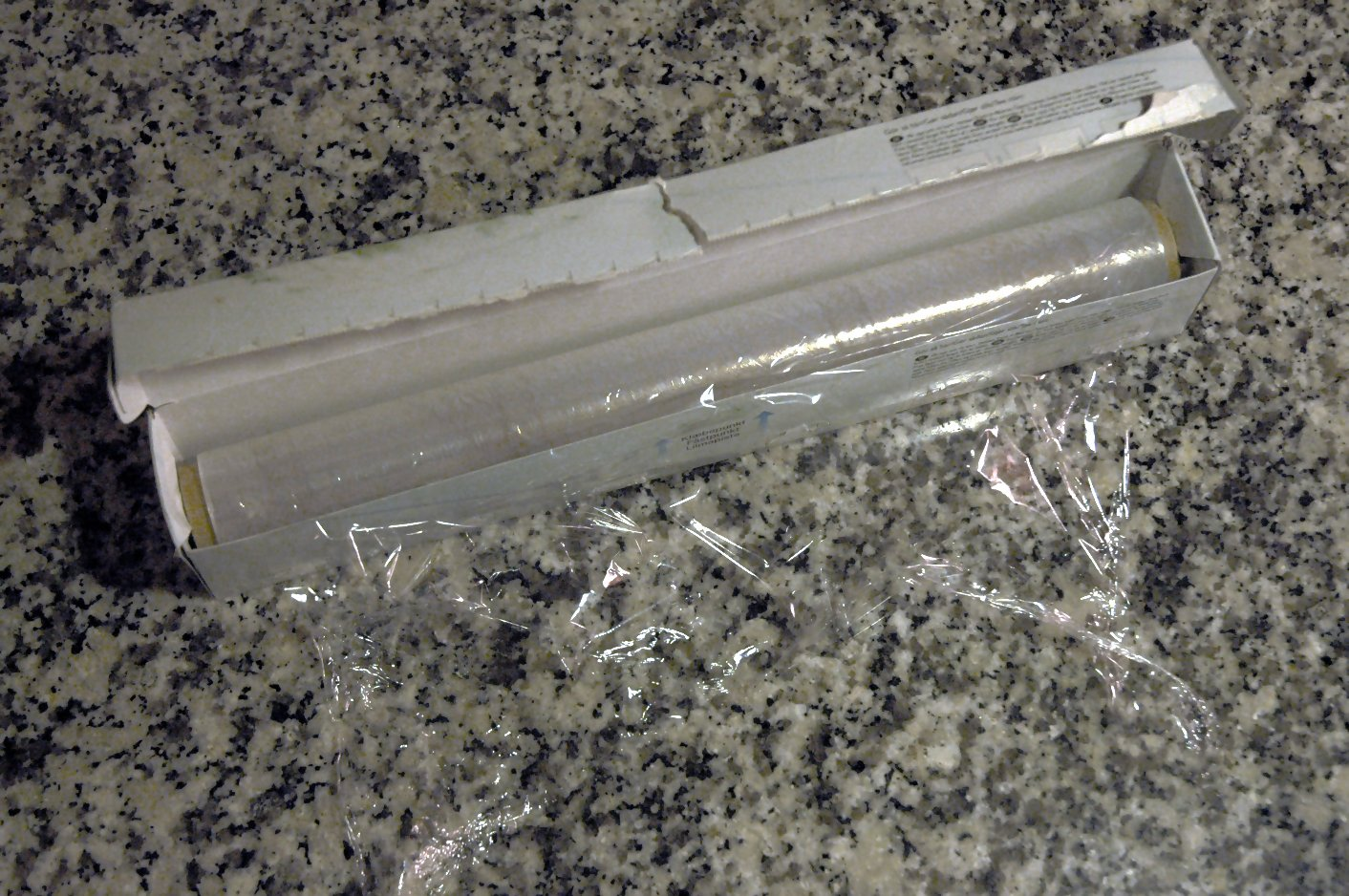

Igual que molts altres alquens, 1,1-DCE pot ser polimeritzat per formar clorur de polivinilidè. Un producte molt emprat, aquest polímer va ser emprat per la producció de l'embolcall o Saran. Durant la dècada del 1990, la investigació va suggerir que, en comú amb molts compostos de carboni clorat, Saran representava un possible perill per a la salut per la lixiviació, especialment en l'exposició als aliments als forns de microones. Des del 2004, per tant, la formulació de l'embolcall ha canviat a una forma de polietilè.

## Toxicitat
L'1,1-dicloroetilè s'ha detectat a l'aire, les aigües superficials, les aigües subterrànies i la terra. L'1,1-dicloroetilè a l'aire es degrada ràpidament en qüestió de dies. La major part de l'1,1-dicloroetilè que hi ha a l'aigua s'evapora a l'aire; la resta es degrada molt lentament. A la terra, l'1,1-dicloroetè s'evapora a l'aire o passa a través de la terra a les aigües subterrànies.
L'èsser humà es pot exposar a l'1,1-dicloroetilè que hi ha a l'aire perquè s'evapora a partir de l'aigua i el sòl contaminats. Els nivells de 1,1-dicloroeteno que sol trobar-se en el medi ambient són més baixos que els nivells que saben que causen problemes de salut.
Els efectes sobre la salut de l'exposició a l'1,1-dicloroetilè es troben principalment en el sistema nerviós central, incloent símptomes de sedació, embriaguesa, convulsions, espasmes i inconsciència a altes concentracions. El vessament d'1,1-dicloroetilè a la pell o als ulls pot causar irritació.
L'Agència Internacional per a la Recerca del Càncer ha inclòs el clorur de vinilidè a la classe 2B, és a dir, possiblement cancerigen per als humans. L'Institut Nacional de Seguretat i Salut Laboral considera l'1-dicloroetilè un potencial cancerigen laboral. També apareix com una substància química coneguda per l'estat de Califòrnia per causar càncer i defectes de naixement.

## Perill
Els efectes sobre la salut patits a causa de l'exposició a 1,1-DCE es concentren principalment al sistema nerviós central, amb símptomes sedació, embriaguesa, convulsions, espasmes i inconsciència a altes concentracions.

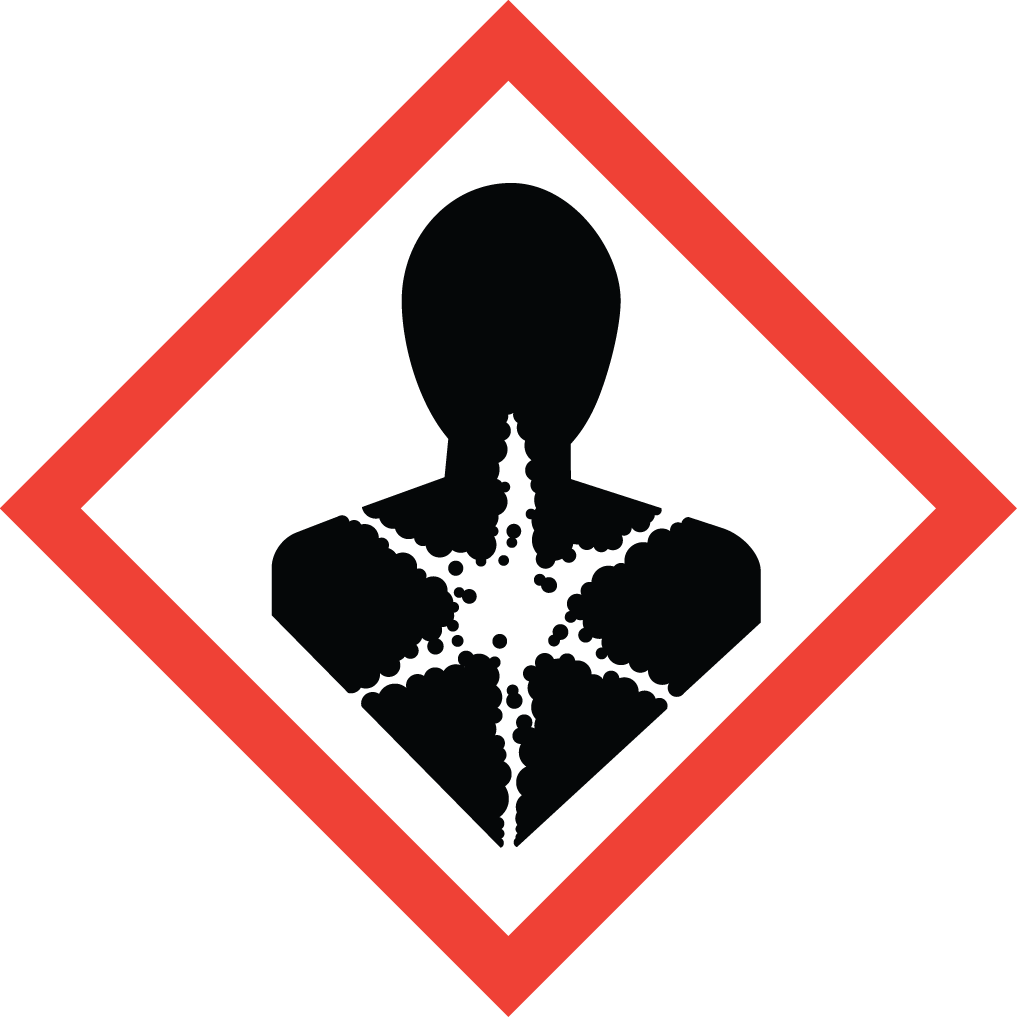
Risc per a la salut
Irritant
Inflamable

L'Agència Internacional de Recerca sobre el Càncer ha classificat a 1,1-DCE en la classe 2B, que significa que és possible que sigui carcinogènic. Als Estats Units d'Amèrica es considera un potencial carcinogen ocupacional, amb l'estat de Califòrnia declarant el seu potencial per causar càncer i defectes de naixement.
A part, aquest líquid és inflamable i en cas d'incendi pot desprendre gasos tòxics i irritants.
El vapor desprès, en mesclar-se amb l'aire crea una mescla explosiva quan supera el 6,5 % en volum.